# Mimosa adversa
Mimosa adversa är en ärtväxtart som beskrevs av George Bentham. Mimosa adversa ingår i släktet mimosor, och familjen ärtväxter. Inga underarter finns listade i Catalogue of Life.